# Staatssekretariat für Wirtschaft
Das Staatssekretariat für Wirtschaft SECO (französisch Secrétariat d’État à l’économie SECO, italienisch Segreteria di Stato dell’economia SECO, rätoromanisch Secretariat da stadi per l’economia SECO), entstanden 1998/99 durch Zusammenlegung des Bundesamts für Industrie, Gewerbe und Arbeit BIGA und des Bundesamts für Aussenwirtschaft BAWI, ist eine Bundesbehörde der Schweizerischen Eidgenossenschaft. Es ist ein Amt des Eidgenössischen Departements für Wirtschaft, Bildung und Forschung WBF.
Die Abkürzung SECO ist aus der französischen Bezeichnung des Amtes Secrétariat d’État à l’économie abgeleitet.

## Aufgaben
Die Ziele und Zuständigkeiten des SECO sind im Artikel 5 der Organisationsverordnung für das Eidgenössische Volkswirtschaftsdepartement geregelt. Es ist insbesondere das Kompetenzzentrum des Bundes für alle Kernfragen der Wirtschaftspolitik einschliesslich der Arbeitsmarktpolitik und der Aussenwirtschaftspolitik.
Das Staatssekretariat soll für ein nachhaltiges Wirtschaftswachstum sorgen und dazu die ordnungs- und wirtschaftspolitischen Rahmenbedingungen schaffen (gemeinsam mit übrigen Departementen, dem Parlament, der Wirtschaft, der Politik).
Das Staatssekretariat  soll für wachstumsorientierte Politik, Arbeitgeber- und Arbeitnehmeranliegen sorgen, Handelshemmnisse abbauen. Dazu zählt die Senkung der hohen Preise in der Schweiz. Ein weiteres Ziel ist die Unterstützung einer regional und strukturell ausgewogenen Entwicklung der Wirtschaft. Weitere Aufgabenfelder sind die Arbeitsmarktpolitik, der Arbeitnehmerschutz, die Verhinderung und die Bekämpfung der Arbeitslosigkeit sowie die Erhaltung des sozialen Friedens.
Außenpolitisch soll es den Schweizer Gütern, Dienstleistungen und Investitionen den Zugang zu allen Märkten öffnen. Des Weiteren ist eine Mitarbeit an effizienten, fairen und transparenten Regeln für die Weltwirtschaft sowie eine Mitarbeit an Koordination von Beziehungen der Schweiz zur Europäischen Union vorgegeben. Eine weitere Aufgabe ist die wirtschaftliche Entwicklungszusammenarbeit, Ostzusammenarbeit, gemeinsam mit der DEZA.

## SECO-Direktionen
- Organisation, Recht und Akkreditierung (OA)
- Direktion für Wirtschaftspolitik (DP)
- Direktion für Arbeit (DA)
  - Arbeitsbedingungen (AB)
  - TC-Arbeitsmarkt/ALV
- Direktion für Standortförderung (DS)
- Direktion für Aussenwirtschaft (DW)
  - Aussenwirtschaftliche Fachdienste (AF)
  - Welthandel (WH)
  - Wirtschaftliche Zusammenarbeit und Entwicklung (WE)
  - Bilaterale Wirtschaftsbeziehungen (BW)
- Ständige Mission der Schweiz bei WTO und EFTA (ME)

Die beim SECO seit 2006 angesiedelte Schweizerische Akkreditierungsstelle (SAS) ist verantwortlich für alle Akkreditierungen im gesetzlich geregelten und nicht geregelten Bereich.

## Standorte
Neben zwei Standorten in Bern hat das SECO eine Aussenstelle in Genf.
Im Web ist das SECO mit E-Government-Angeboten präsent, zum Beispiel mit dem online-Schalter für Unternehmen EasyGov.swiss.

## Vorsteher
| Jahr      | Name (Lebensdaten)                        |
| --------- | ----------------------------------------- |
| 1999–2004 | David Syz (* 1945)                        |
| 2004–2011 | Jean-Daniel Gerber (* 1946)               |
| 2011–2022 | Marie-Gabrielle Ineichen-Fleisch (* 1961) |
| 2022–     | Helene Budliger Artieda (* 1965)          |

## Personalbestand ab 2007
| Jahr | Vollzeitstellen |
| ---- | --------------- |
| 2007 | 401             |
| 2008 | 388             |
| 2009 | 416             |
| 2010 | 415             |
| 2011 | 423             |
| 2012 | 428             |
| 2013 | 432             |
| 2014 | 448             |
| 2015 | 495             |
| 2016 | 494             |
| 2017 | 488             |
| 2018 | 482             |
| 2019 | 487             |
| 2020 | 497             |
| 2021 | 505             |
| 2022 | 511             |
| 2023 | 523             |
| 2024 | 531             |